# Chloronia banksiana
Chloronia banksiana är en insektsart som beskrevs av Penny och Oliver S. Flint Jr. 1982. Chloronia banksiana ingår i släktet Chloronia och familjen Corydalidae. Inga underarter finns listade i Catalogue of Life.